# Пенежково
Пене́жково (укр. Пеніжкове) — село в Уманском районе Черкасской области Украины.
Население по переписи 2009 года составляло 526 человек. Почтовый индекс — 20025. Телефонный код — 4745.

## Местный совет
20025, Черкасская обл., Христиновский р-н, с. Пенежково

## Известные люди
- В селе родилась Турчак, Варвара Дмитриевна — Герой Социалистического Труда.